# Mario Cavagnaro
Mario Cavagnaro Llerena (Arequipa, 16 de febrero de 1926-Lima, 29 de septiembre de 1998) fue un cantautor peruano; considerado como uno de los mayores exponentes del cancionero criollo peruano del siglo XX, cuyo contenido de sus obras reflejaban la vida cotidiana del país peruano.

## Biografía
Él fue hijo de Miguel Ángel Cavagnaro y de Elena Llerena, estudió en el Colegio Salesiano de Lima, destacando en las celebraciones escolares como hábil ejecutante de instrumentos musicales. Ingresó a la Universidad Nacional Mayor de San Marcos, egresando en 1949 con el título de Ingeniero Químico. Su esposa fue la señora Belsa Badaracco.
Fue durante su desempeño profesional en una empresa particular que empezó a interesarse por la composición musical. En julio de 1951 inicia su vertiginosa carrera de compositor y arreglista, soprendiendo a los aficionados de música criolla al introducir en valses y polkas la "replana", argot equivalente al slang norteamericano o al lunfardo argentino, con lo cual adquirió popularidad inmediatamente. Así surgen, entre diversos temas exitosos: "Carretas, aquí es el tono", "Cabeza de clorofila" y "Yo la quería Patita", los mismos que fueron popularizados por Los Troveros Criollos.

## Nuevo estilo del cancionero criollo peruano
Paralelamente fue director musical del sello Industrial Sono Radio, cultivando con similar talento el vals tradicional, produciendo más canciones de fina musicalidad como son los casos de "La historia de mi vida", "El rosario de mi madre", "La noche de tu ausencia"; posteriormente compondría "Todos los peruanos somos el Perú", "Los días que me quedan", "Lima de Octubre", "El regreso", este último dedicado a su cuna natal, Arequipa, y "Que viva el Perú señores", entre otros tantos hits. Su importante labor como director artístico es mencionada en el artículo de Pepe Ladd, publicado el 29 de noviembre de 2013 con el nombre "La música criolla y la industria discográfica en el Perú".
Estos temas fueron popularizados por diversos y afamados intérpretes de la época como Jesús Vásquez, Roberto Tello y Rafael Matallana. 
Es el único compositor criollo que ha incursionado con suceso en el género internacional con canciones como "Osito de felpa", bolero interpretado en el teatro, televisión y cine, "La primera piedra", tema en ritmo de rock que alcanzaría el primer lugar del ranking latino en Nueva York por sucesivas semanas, grabada por más de 50 figuras internacionales y "Emborráchame de amor", tema tropical grabado por el inolvidable boricua Héctor Lavoe.
A finales de la década de 1990 su canción "El rosario de mi madre (La última cita)", fue llevada al film "Carne Trémula" dirigido por Pedro Almodóvar.
En distintas oportunidades ocupó lugares de honor en diversos festivales de la canción, alcanzando más de una vez el primer lugar, como es el caso del Festival Internacional OTI, en cuya edición de 1973 realizada en Brasilia, su tema "El mundo gira por Amor", empató el primer lugar con la canción mexicana "Que alegre va María".
En su carrera musical se desempeñó con notable éxito en el mundo fonográfico, en el espectáculo, y en los medios de comunicación. Fue mánager personal del conjunto Fiesta Criolla y además creador de dos grupos musicales de gran popularidad durante los años 1950 y 1960: Sonora Sensación y Mario y sus Carretas, especializados en música bailable. No obstante su variado talento, fue siempre fiel a sus raíces criollas.

## Sus últimos años
Durante los años 1980 y 1990 ofreció aplaudidos espectáculos como solista, acompañándose con el piano. En 1995 se abocó con entusiasmo, conocimiento y experiencia a realizar un importante proyecto: formar valores musicales jóvenes; y para cristalizarlo fundó el Movimiento Avanzada Criolla, su última gran contribución a la vigencia y difusión del criollismo limeño. 
Cavagnaro dejó de existir el 29 de septiembre de 1998 víctima de un infarto cardíaco cabe resaltar que lo aquejó la diabetes durante sus últimos años. En 2002 se lanzó su libro de memorias póstumo.

## Composiciones
| Entre sus composiciones más conocidas están: - Historia de mi vida - Afane otro estofado - Barranco en el ayer - Lima de Octubre - Cántame ese vals Patita - Barrio mio, barrio añejo - Cuando un criollo se muere - Lima de novia - La noche de tu ausencia - Osito de felpa - El regreso - El rosario de mi madre - Emborráchame de amor - Con locura - Yo la quería patita - La Buena Nueva (villancico en ritmo de huayno, grabada con su letra original por dos de sus distinguidos discípulos: Patricia Fuertes, en el CD "Navidad Nuestra", y José Antonio Sánchez, para el CD "Cánticos de Navidad") |